# Charme

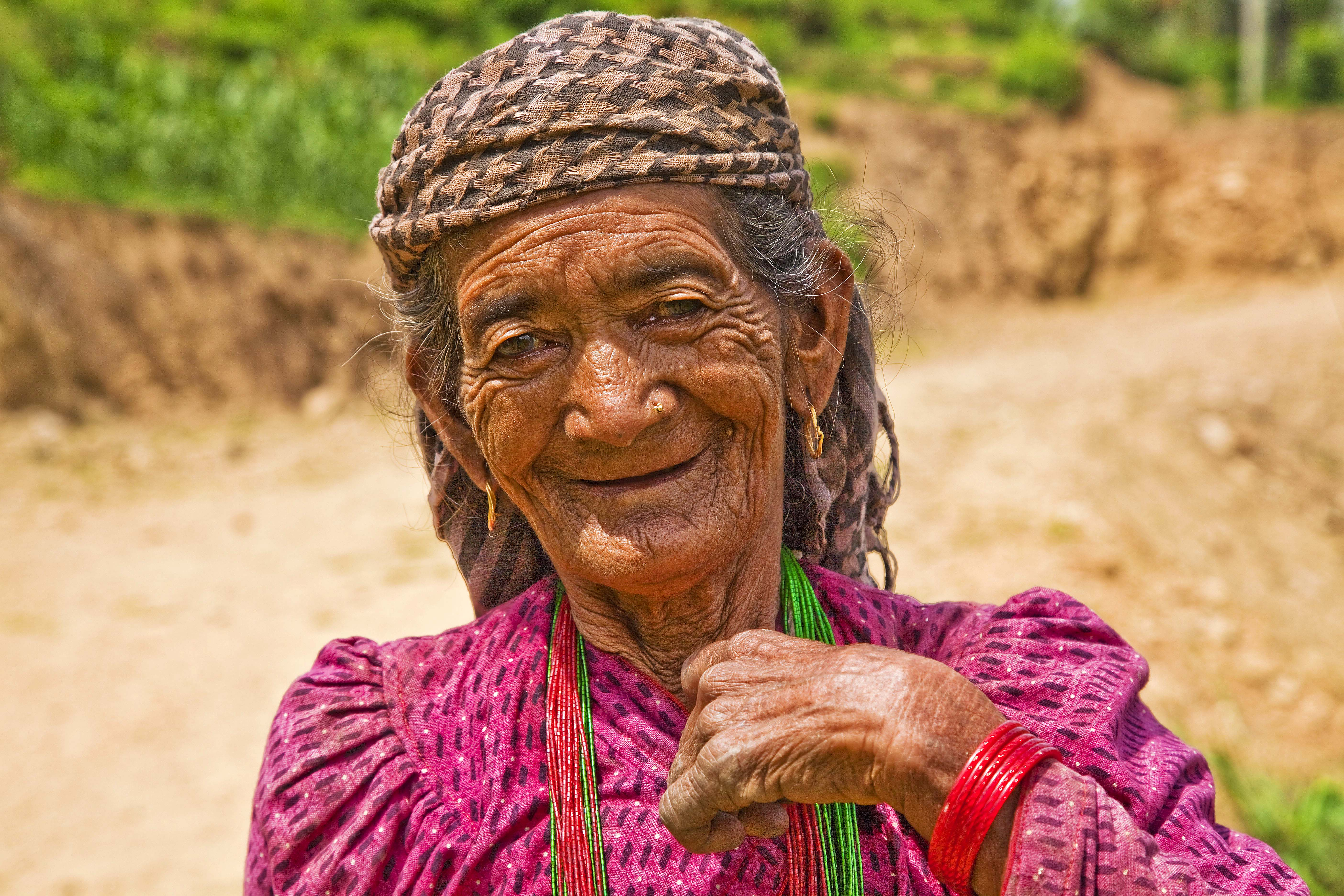
Charme geht auch im Alter

Charme (Subst. von  französisch charmer ‚faszinieren‘, ‚entzücken‘, ‚bezaubern‘; ursprünglich  lateinisch carmen ‚Lied‘, ‚Gedicht‘ oder ‚Gesang‘, auch lateinisch carminare ‚verzaubern‘) wird im deutschen Sprachgebrauch regelmäßig in der Kennzeichnung einer Eigenschaft eines Individuums im Sinne eines bezaubernden, gewinnenden Wesens gebraucht. Seltener, aber auch gebräuchlich ist, den Reiz einer Sache oder Handlung damit zu bezeichnen (etwas „hat Charme“).
Charme im Sinne des Persönlichkeitsmerkmals ist ein sehr weicher und deshalb schwer zu definierender Begriff und bezeichnet in seiner Hauptverwendung eine bestimmte Art der Ausstrahlung eines Menschen. Die meisten deutschen Übersetzungen, wie zum Beispiel Liebreiz, Anmut oder auch Zauber, richten sich ebenfalls auf diese persönliche Eigenschaft, wobei häufig die direkte Verwendung von Charme präziser ist als eine der möglichen Übersetzungen.
Um 1700 kam in Deutschland  zunächst charmant als Präsenspartizip des französischen charmer im Sinne von bezaubernd (einer Person) in Gebrauch. Dem folgte im 18. Jahrhundert das Substantiv Charme im Sinne von Liebenswürdigkeit oder gewinnende Wesensart, mit denen es in der deutschen Verwendung auch heute noch fest verbunden ist.
Trotz des in Deutschland damals häufigen Gebrauchs der französischen Sprache wurden andere Bedeutungen (Zauberei, Hainbuche) nicht ins Deutsche übernommen. Das französische Wortspiel „Le charme du charme“ (= „der Liebreiz der Hainbuche“)  erschließt sich deshalb nur dem Kenner der französischen Sprache.